# Delnaaz Irani
Delnaaz Irani (Bombay, 4 de septiembre de 1972), también conocida como Delnaaz Paul, es una actriz india, reconocida principalmente por su papel como Kavita Vinod Verma en la serie de televisión cómica Yes Boss. Inició su carrera finalizando la década de 1990, y desde entonces ha aparecido en más de una veintena de películas y en numerosos seriados en su país, principalmente en roles de comedia.

## Filmografía

### Cine
| Año  | Título                   | Papel           | Notas        |
| ---- | ------------------------ | --------------- | ------------ |
| 1999 | C.I.D.                   | Bela            |              |
| 2003 | Kal Ho Naa Ho            | Jaspreet Kapoor |              |
| 2004 | Dil Ne Jise Apna Kaha    | Dhillon         |              |
| 2005 | Pyaar Mein Twist         | Dolly           |              |
| 2006 | Humko Deewana Kar Gaye   | Tanya Berry     |              |
| 2007 | Showbiz                  |                 |              |
| 2008 | Bhootnath                | Jojo            |              |
| 2008 | Khallbali: Fun Unlimited | Bipasha         |              |
| 2009 | Paying Guests            | Sweety          |              |
| 2010 | Milenge Milenge          | Honey           |              |
| 2010 | Toonpur Ka Superrhero    | Ramola          |              |
| 2011 | Ra.One                   | Maestra         |              |
| 2012 | Kyaa Super Kool Hain Hum | Dev             |              |
| 2012 | I M 24                   |                 |              |
| 2018 | My Mother's Wedding      | Parinaaz        | Cortometraje |
| 2020 | Virgin Bhanupriya        |                 |              |

### Televisión
| Año       | Título                              | Papel                 |
| --------- | ----------------------------------- | --------------------- |
| 1999–2002 | Ek Mahal Ho Sapno Ka                |                       |
| 1999–2009 | Yes Boss                            | Kavita Vinod Verma    |
| 2004      | Hum Sab Baraati                     | Harsha                |
| 2005–2006 | Sanya                               | Tanaaz Gupta          |
| 2005      | Batliwala House No. 43              | Batliwala             |
| 2005      | Son Pari                            | Pari Shitara          |
| 2005      | Nach Baliye 1                       | Concursante           |
| 2006      | Shararat                            | Pritika               |
| 2007      | Karam Apnaa Apnaa                   |                       |
| 2007      | Baa Bahoo Aur Baby                  | Zenobia               |
| 2007      | Mere Apne                           |                       |
| 2008      | Zara Nachke Dikha 1                 |                       |
| 2009      | Hans Baliye                         | Ella misma            |
| 2010      | Kya Mast Hai Life                   | Zarina Khan           |
| 2010      | Ring Wrong Ring                     | Bindoo                |
| 2012–2013 | Kya Huaa Tera Vaada                 | Pammi Suri            |
| 2012–2013 | Bigg Boss 6                         | Concursante           |
| 2013      | Comedy Circus                       | Concursante           |
| 2013      | Welcome – Baazi Mehmaan Nawazi Ki 1 | Concursante           |
| 2013–2014 | Kehta Hai Dil Jee Le Zara           | Dilshad               |
| 2014–2016 | Akbar Birbal                        | Rani Sahiba Jodha Bai |
| 2014–2016 | Jamai Raja                          | Resham Kesar Patel    |
| 2015      | Power Couple                        | Concursante           |
| 2017–2018 | Ek Deewaana Tha                     | Odhni                 |
| 2018      | Partners Trouble Ho Gayi Double     | Shanno                |
| 2020      | Choti Sarrdaarni                    | Martha                |

### Como presentadora
| Año  | Título           | Notas |
| ---- | ---------------- | ----- |
| 2011 | Filmy Daba Party |       |